# Corybas montis-stellaris
Corybas montis-stellaris är en orkidéart som beskrevs av Pieter van Royen. Corybas montis-stellaris ingår i släktet Corybas, och familjen orkidéer. Inga underarter finns listade i Catalogue of Life.